# Кремпа-Косьцельна
Кремпа-Косьцельна (пол. Krępa Kościelna) — село в Польщі, у гміні Ліпсько Ліпського повіту Мазовецького воєводства.
Населення — 310 осіб (2011).
У 1975-1998 роках село належало до Радомського воєводства.

## Демографія
Демографічна структура станом на 31 березня 2011 року:
|          | Загалом | Допрацездатний вік | Працездатний вік | Постпрацездатний вік |
| -------- | ------- | ------------------ | ---------------- | -------------------- |
| Чоловіки | 152     | 24                 | 110              | 18                   |
| Жінки    | 158     | 24                 | 101              | 33                   |
| Разом    | 310     | 48                 | 211              | 51                   |